# Karin Jerstorp
Karin Jerstorp, född 31 oktober 1935 i Uppsala, är en svensk textilkonstnär
Jerstorp studerade vid Högre konstindustriella skolan i Stockholm. Bland hennes offentliga arbeten märks utsmyckningar och färgsättningar för sjukhus, församlingshem och banker. Hennes konst består av gobelänger i en fri och dekorativ färgstark stil. Hon utgav 1986 boken Forma mönster: skissmetoder för all slags dekor. Jerstorp är representerad vid Hälsinglands museum, Hudiksvalls museum och Röhsska konstslöjdmuseet[källa behövs] i Göteborg. 